# (2765) Dinant
(2765) Dinant es un asteroide perteneciente al cinturón de asteroides descubierto por Henri Debehogne y Giovanni de Sanctis el 4 de marzo de 1981 desde el Observatorio de La Silla, Chile.

## Designación y nombre
Dinant se designó al principio como 1981 EY.
Más tarde, en 1991, fue nombrado por la ciudad belga de Dinant.

## Características orbitales
Dinant está situado a una distancia media de 3,146 ua del Sol, pudiendo acercarse hasta 2,968 ua y alejarse hasta 3,324 ua. Su excentricidad es 0,05645 y la inclinación orbital 14,05 grados. Emplea 2038 días en completar una órbita alrededor del Sol.

## Características físicas
La magnitud absoluta de Dinant es 12,1.